# Teilbarkeitsannahme
Als Teilbarkeitsannahme (auch Teilbarkeitshypothese) bezeichnet man in der Volkswirtschaftslehre und dort speziell in der Mikroökonomie einen Annahme, welche die mathematische Behandlung mikroökonomischer Probleme wesentlich vereinfacht und besagt, dass Güter in beliebig arbiträren Teilmengen hergestellt und konsumiert werden können.
Die Teilbarkeitsannahme entspricht damit der Annahme eines Kontinuums in der Physik.
Vor allem Finanzprodukte, wie Fondsbeteiligungen sind Beispiele für die Teilbarkeitsannahme im praktischen Bereich, da sich diese in beliebigen Teilmengen erwerben lassen.
Mathematisch lassen sich in der Marshallschen Nachfragefunktion für {\displaystyle x_{1,2}} rationale Zahlen einsetzen, ohne das diese Güter zwingend teilbar sind.
{\displaystyle {\begin{aligned}\mathbf {x} ^{m}(\mathbf {p} ,y)&\equiv \arg \max\{u(\mathbf {x} )|\mathbf {p} \cdot \mathbf {x} \leq y\}\\&=\left\{\mathbf {x} \in B_{\mathbf {p} ,y}\left|\left(\forall \mathbf {x} '\in \mathbb {R} _{+}^{n}\right):u(\mathbf {x} ')>u(\mathbf {x} )\Rightarrow \mathbf {p} \cdot \mathbf {x} '>y\right.\right\}\end{aligned}}}